# Italienische Fußballnationalmannschaft (U-21-Männer)
Die italienische U-21-Fußballnationalmannschaft ist eine Auswahlmannschaft italienischer Fußballspieler. Sie untersteht dem italienischen Fußball-Dachverband Federazione Italiana Giuoco Calcio und repräsentiert ihn auf der U-21-Ebene, etwa in Freundschaftsspielen gegen die Auswahlmannschaften anderer nationaler Verbände oder bei Europameisterschaften des Kontinentalverbandes UEFA. Spielberechtigt sind Spieler, die die italienische Staatsangehörigkeit besitzen und ihr 21. Lebensjahr noch nicht vollendet haben. Bei Turnieren ist das Alter beim ersten Qualifikationsspiel maßgeblich.

## Geschichte
Die italienische U-21 wurde 1976 gegründet. Grund dafür waren die Neuordnung und Regelung der UEFA in diesem Jahr, die die Altersbegrenzung von 23 auf 21 herabsenkte. Zuvor gab es bereits seit 1970 eine U-23, in der die Ursprünge der heutigen U-21-Auswahl liegen.
Bis 1990 qualifizierte sich die italienische Mannschaft immer für die Runde der letzten acht Teilnehmer der bis dahin ausgetragenen U-21-Europameisterschaften. Den bis dahin größten Erfolg hatte das Team 1986, als es das Finale erreichte. Damals wurde das Endspiel in zwei Spielen ausgetragen. Das Hinspiel gewannen die Italiener gegen Spanien mit 2:1. Das Rückspiel endete ebenfalls mit 2:1, dieses Mal aber aus spanischer Sicht. So kam es, nachdem die Verlängerung keinen Sieger hervorgebracht hatte, zum Elfmeterschießen. Dies entschied die spanische Auswahl mit 3:0 für sich. Zwischen 1990 und 2004 formte sich das Team zur Topmannschaft in dieser Altersklasse und gewann fünf Mal den EM-Titel. 1992 beim ersten Titelgewinn stand man dem Team aus Schweden gegenüber. Nach Hin- und Rückspiel hatte es 2:1 für die Kicker von der Apenninhalbinsel gestanden. Bei der ersten Endrunde, die in einem Land ausgetragen wurde, verteidigten die Italiener ihren Titel. Auf dem Weg ins Finale wurden Tschechien und anschließend Gastgeber Frankreich geschlagen.
Am 20. April 1994 in Montpellier wurde durch ein 1:0 nach Verlängerung Portugal bezwungen und der zweite Titelerfolg perfekt gemacht. Im Finale von 1996 nahmen die Italiener Revanche für die Endspielniederlage von 1986, indem sie die Mannschaft Spaniens besiegten. Wie vor zehn Jahren musste auch dieses Mal das Elfmeterschießen entscheiden. 4:2 hieß dort das Ergebnis. Einen kurzen Tiefpunkt erreichten die Azzurrini, als sie sich 1998 nicht für die Endrunde um die Europameisterschaft qualifizierten. Zwei Jahre später, in der Slowakei, machten sie diese Blamage wieder vergessen und sicherten sich gegen Tschechien den vierten Europameisterschaftstitel. Wiederum zwei Jahre später gelang den Tschechen die Revanche, als sich beide Mannschaften im Halbfinale der EM 2002 in der Schweiz gegenüberstanden. Dieses Mal waren es die Tschechen, die sich durchsetzten und anschließend den Titel gewannen. Bis zur 86. Minute lagen die Osteuropäer mit 2:0 in Führung. Danach egalisierten Andrea Pirlo mit einem Elfmeter in 86. und Massimo Maccarone in der 90. Minute das Ergebnis und zwangen die Partie in die Verlängerung. Dort erzielte der Tscheche Michal Pospíšil den entscheidenden Treffer. Den bisher letzten Titel gewannen die Blauen 2004 in Deutschland. Serbien und Montenegro hieß am 8. Juni 2004 der Gegner, den es in Bochum zu schlagen galt.
Nachdem sich bereits beide Teams in der Vorrunde begegneten und sich dort Italien mit 2:1 durchsetzte, wurde auch das zweite Aufeinandertreffen mit 3:0 für die Azzurfarbenen entschieden. Daniele De Rossi brachte die Mannschaft vor der Halbzeit in Führung, ehe Cesare Bovo und anschließend Alberto Gilardino das Spiel entschieden. 2006 und 2007 kam die Mannschaft nicht über die Vorrunde hinaus. Allerdings reichte 2007 ein dritter Platz in der Gruppenphase, um am Ausscheidungsspiel für die Olympischen Sommerspiele 2008 teilzunehmen. Grund dafür war, dass sich die englische Auswahl als zweiter der Vorrundengruppe B nicht für Olympia 2012 qualifizieren kann, da sie als Gastgeber dieses Turniers gesetzt sind. Im Play-off-Spiel traf das Team von Pierluigi Casiraghi auf Portugal und setzte sich 4:3 nach Elfmeter durch.
Am 24. März 2007 spielte die U-21-Auswahl das erste Spiel im neuen Wembley-Stadion gegen die Auswahl Englands. Das Spiel endete 3:3-Unentschieden. Giampaolo Pazzini war dreimaliger Torschütze für die Azzurfarbenen.

## Turnierbilanzen bei U-21-Europameisterschaften
| Jahr | Gastgeberland        | Teilnahme bis …    | Letzter Gegner                 | Ergebnis      |
| ---- | -------------------- | ------------------ | ------------------------------ | ------------- |
| 1978 | –                    | Viertelfinale      | England                        | –             |
| 1980 | –                    | Viertelfinale      | Sowjetunion                    | –             |
| 1982 | –                    | Viertelfinale      | Schottland                     | –             |
| 1984 | –                    | Halbfinale         | England                        | –             |
| 1986 | –                    | Finale             | Spanien                        | 2. Platz      |
| 1988 | –                    | Viertelfinale      | Frankreich                     | –             |
| 1990 | –                    | Halbfinale         | Jugoslawien                    | –             |
| 1992 | –                    | Finale             | Schweden                       | Europameister |
| 1994 | Frankreich           | Finale             | Portugal                       | Europameister |
| 1996 | Spanien              | Finale             | Spanien                        | Europameister |
| 1998 | Rumänien             | nicht qualifiziert | –                              | –             |
| 2000 | Slowakei             | Finale             | Tschechien                     | Europameister |
| 2002 | Schweiz              | Halbfinale         | Tschechien                     | –             |
| 2004 | Deutschland          | Finale             | Serbien und Montenegro         | Europameister |
| 2006 | Portugal             | Vorrunde           | Dänemark, Niederlande, Ukraine | –             |
| 2007 | Niederlande          | Vorrunde           | England, Serbien, Tschechien   | –             |
| 2009 | Schweden             | Halbfinale         | Deutschland                    | –             |
| 2011 | Dänemark             | nicht qualifiziert | –                              | –             |
| 2013 | Israel               | Finale             | Spanien                        | 2. Platz      |
| 2015 | Tschechien           | Vorrunde           | England, Portugal, Schweden    | –             |
| 2017 | Polen                | Halbfinale         | Spanien                        | –             |
| 2019 | Italien & San Marino | Vorrunde           | Belgien, Polen, Spanien        | –             |
| 2021 | Slowenien & Ungarn   | Viertelfinale      | Portugal                       | –             |
| 2023 | Georgien & Rumänien  | Vorrunde           | Frankreich, Norwegen, Schweiz  | –             |
| 2025 | Slowakei             | Viertelfinale      | Deutschland                    | –             |

Anmerkungen: Zwischen 1978 und 1992 wurde die Endrunde einer U-21-Europameisterschaft nicht in einem Land ausgetragen, sondern durch Hin- und Rückspiele in den jeweiligen teilnehmenden Nationen absolviert.

## Turnier von Toulon
Die italienische U-21-Auswahl wurde bisher acht Mal zum Turnier von Toulon eingeladen. Die erste Teilnahme war 1974. 2008 feierte man den ersten Sieg bei diesem Turnier.

## Mittelmeerspiele
Die Mittelmeerspiele sind in Anlehnung an die Olympischen Spiele ein Wettbewerb, an denen nur Länder aus der Mittelmeerregion teilnehmen. 1993 und 1997 wurden die Turniere im Bereich Fußball als U-23-Wettbewerbe ausgespielt. Bei diesen nahm die U-21 Italiens teil. Nachdem bei der ersten Teilnahme 1993, in Frankreich, der vierte Platz erspielt wurde, gewann das Team vom damaligen Trainer Rossano Giampaglia vier Jahre später das Turnier. 2001 wurde der Wettbewerb erst nur für die U-20-Nationalmannschaften und darauf, 2005, nur für U-18-Auswahlteams frei gegeben.

### Teilnahme an den Mittelmeerspielen
| 1993 in Frankreich | 4. Platz |
| 1997 in Italien    | Sieger   |

## Trainer- und Funktionsteam

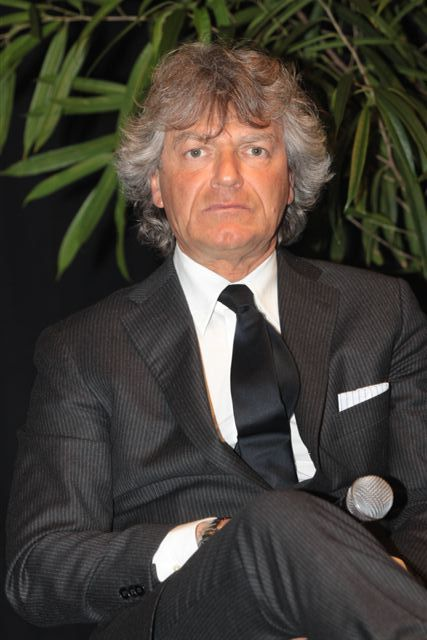
Giancarlo Antognoni, Delegationsleiter seit 2024

| Nat.                                | Name                 | Funktion          |
| Trainerstab                         | Trainerstab          | Trainerstab       |
| ----------------------------------- | -------------------- | ----------------- |
| Italien                             | Carmine Nunziata     | Cheftrainer       |
| Italien                             | Matteo Brighi        | Co-Trainer        |
| Italien                             | Christian Maggio     | Co-Trainer        |
| Italien                             | Fabrizio Ferron      | Torwarttrainer    |
| Italien                             | Vito Azzone          | Athletiktrainer   |
| Scouting & Spielvorbereitung        |                      |                   |
| Italien                             | Claudio Coppi        | Scout             |
| Italien                             | Cesare Discepoli     | Scout             |
| Italien                             | Gianluca Mazziotti   | Spielanalyst      |
| Medizinisches Personal              |                      |                   |
| Italien                             | Daniele Mazza        | Mannschaftsarzt   |
| Italien                             | Vincenzo Santoriello | Mannschaftsarzt   |
| Italien                             | Emiliano Bozzetti    | Physiotherapeut   |
| Italien                             | Nicola Sanna         | Physiotherapeut   |
| Italien                             | Cristiano Pompili    | Osteopath         |
| Italien                             | Maria Luisa Cravana  | Ernährungsberater |
| Sportliche Leitung und Organisation |                      |                   |
| Italien                             | Giancarlo Antognoni  | Delegationsleiter |
| Italien                             | Manfredi Martino     | Sekretär          |
| Stand: 2. Oktober 2024              |                      |                   |

## Trainerhistorie
- 1976–1986: Azeglio Vicini
- 1986–1996: Cesare Maldini
- 1996–1998: Rossano Giampaglia
- 1998–2000: Marco Tardelli
- 2000–2006: Claudio Gentile
- 2006–2010: Pierluigi Casiraghi
- 2010–2012: Ciro Ferrara
- 2012–2013: Devis Mangia
- 2013–2019: Luigi Di Biagio
- 2019–2023: Paolo Nicolato
- seit 2023: Carmine Nunziata

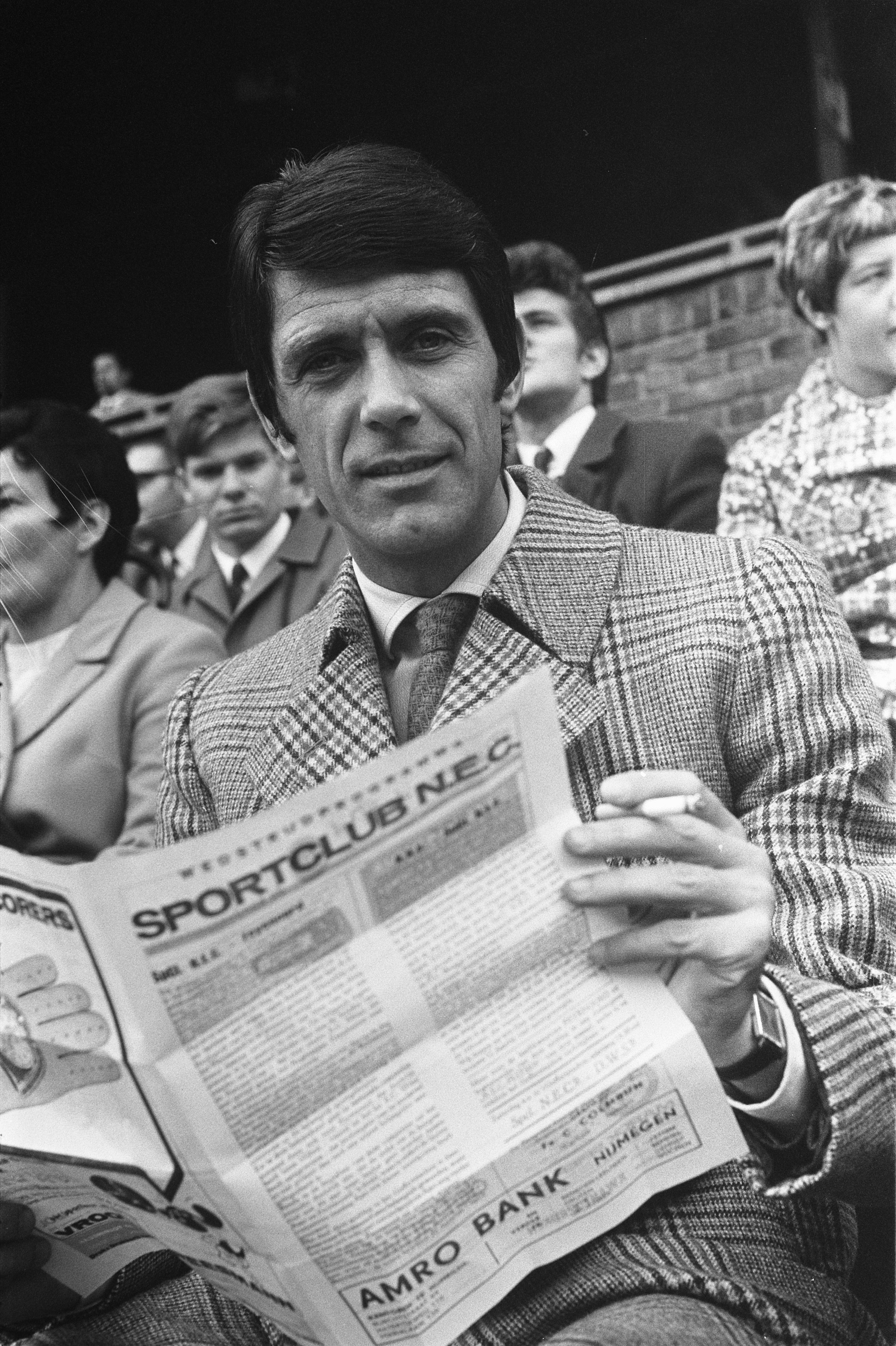
Cesare Maldini
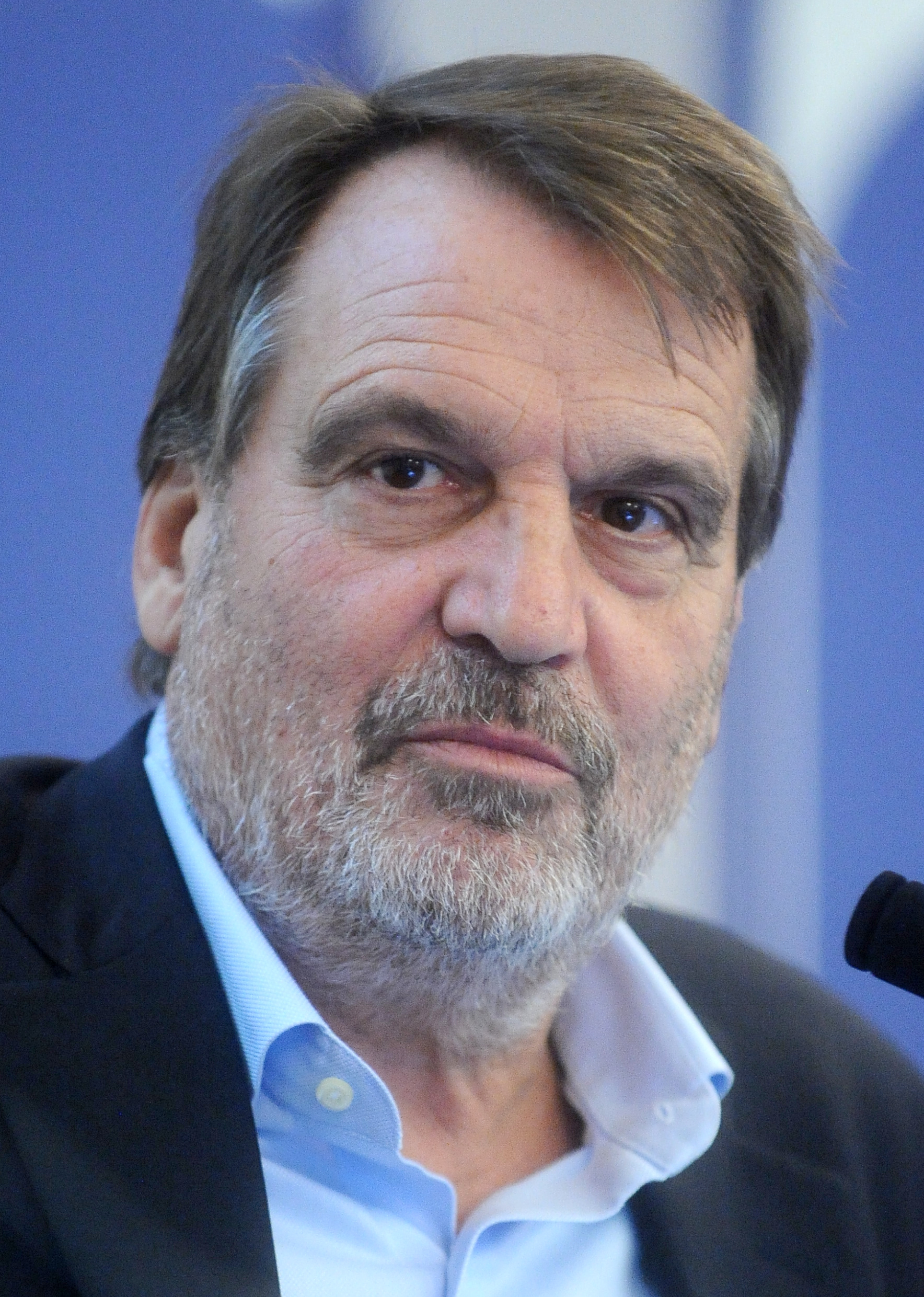
Marco Tardelli
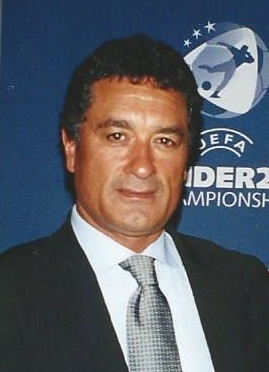
Claudio Gentile
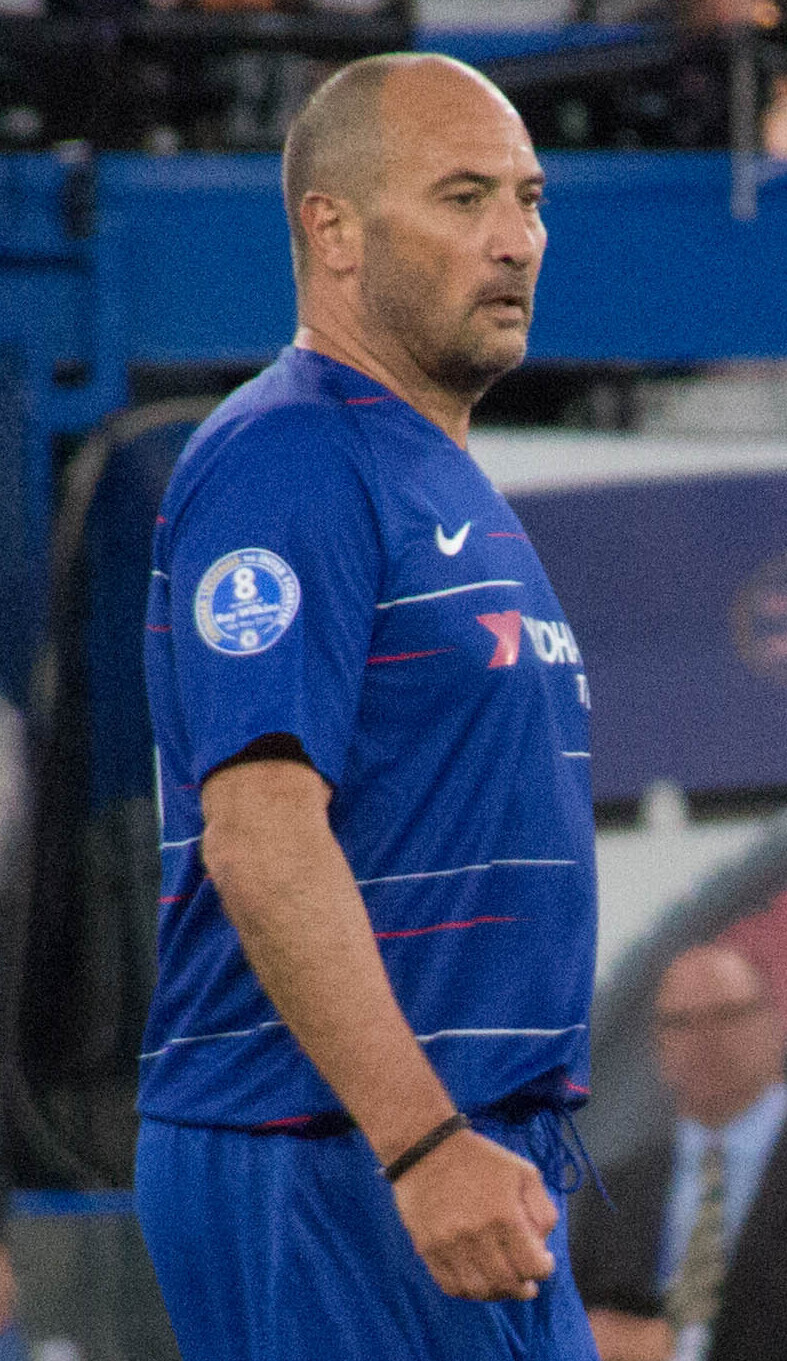
Pierluigi Casiraghi
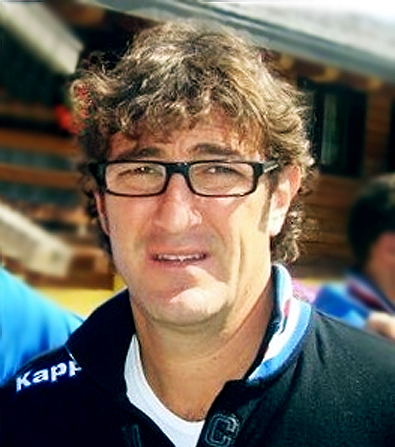
Ciro Ferrara
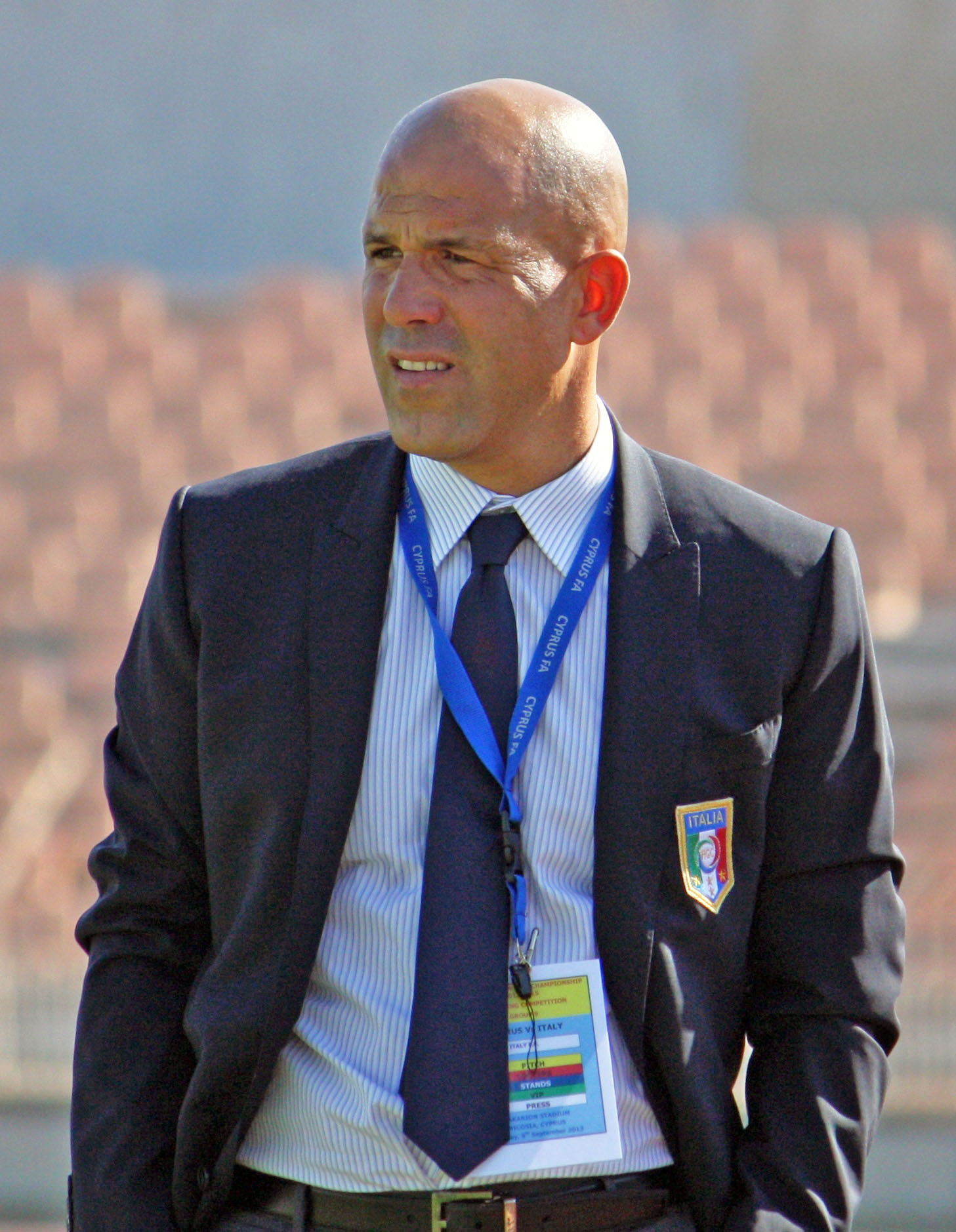
Luigi Di Biagio

## Ehemalige Spieler
(Auswahl)
- Ignazio Abate
- Christian Abbiati
- Robert Acquafresca
- Demetrio Albertini
- Carlo Ancelotti
- Dino Baggio
- Mario Balotelli
- Domenico Berardi
- Andrea Barzagli
- Federico Bernardeschi
- Nicola Berti
- Manuele Blasi
- Daniele Bonera
- Gianluigi Buffon
- Antonio Candreva
- Fabio Cannavaro
- Paolo Cannavaro
- Giorgio Chiellini
- Andrea Conti
- Alessandro Costacurta
- Domenico Criscito
- Daniele De Rossi
- Roberto Donadoni
- Gianluigi Donnarumma
- Massimo Donati
- Gennaro Gattuso
- Alberto Gilardino
- Vincenzo Iaquinta
- Filippo Inzaghi
- Ciro Immobile
- Paolo Maldini
- Roberto Mancini
- Claudio Marchisio
- Marco Marchionni
- Riccardo Montolivo
- Angelo Peruzzi
- Andrea Pirlo
- Andrea Ranocchia
- Giuseppe Rossi
- Francesco Toldo
- Francesco Totti
- Gianluca Vialli
- Christian Vieri
- Cristian Zaccardo

## Rekordspieler

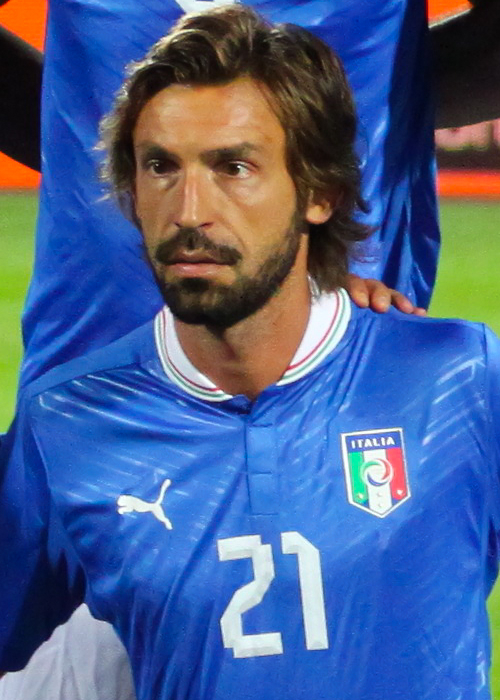
Andrea Pirlo ist seit 2001 Rekordspieler und Rekordtorschütze der U-21-Nationalmannschaft.

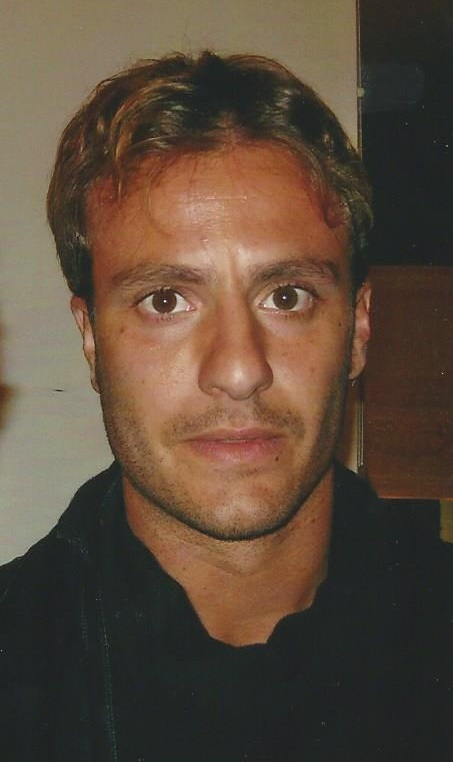
Alberto Gilardino ist seit 2004 Rekordtorschütze der U-21-Nationalmannschaft.

Die Spieler sind nach der Anzahl ihrer Einsätze für die Nationalmannschaft sortiert. Bei gleicher Anzahl an Spielen sind die Spieler nach Nachnamen sortiert.
| #                      | Name              | Zeitraum  | Spiele | Tore |
| ---------------------- | ----------------- | --------- | ------ | ---- |
| 01                     | Francesco Bardi   | 2011–2015 | 37     | 0    |
| 01                     | Andrea Pirlo      | 1998–2002 | 37     | 15   |
| 03                     | Marco Motta       | 2005–2009 | 36     | 01   |
| 04                     | Matteo Brighi     | 2000–2004 | 35     | 02   |
| 05                     | Luca Marrone      | 2009–2013 | 32     | 01   |
| 05                     | Alessandro Rosina | 2004–2007 | 32     | 04   |
| 07                     | Luca Caldirola    | 2010–2013 | 31     | 01   |
| 08                     | Daniele Bonera    | 2001–2004 | 29     | 0    |
| 08                     | Eugenio Corini    | 1988–1993 | 29     | 01   |
| Stand: 2. Oktober 2024 |                   |           |        |      |

Die Spieler sind nach der Anzahl ihrer Tore für die Nationalmannschaft sortiert. Bei gleicher Anzahl an Toren sind die Spieler nach Nachnamen sortiert.
| #                      | Name                | Zeitraum  | Tore | Spiele | Tore/Spiel |
| ---------------------- | ------------------- | --------- | ---- | ------ | ---------- |
| 01                     | Alberto Gilardino   | 2000–2004 | 15   | 24     | 0,63       |
| 01                     | Andrea Pirlo        | 1998–2002 | 15   | 37     | 0,41       |
| 03                     | Manolo Gabbiadini   | 2010–2013 | 12   | 24     | 0,50       |
| 04                     | Patrick Cutrone     | 2017–2021 | 11   | 25     | 0,44       |
| 04                     | Massimo Maccarone   | 2000–2002 | 11   | 15     | 0,73       |
| 04                     | Gianluca Vialli (†) | 1983–1986 | 11   | 21     | 0,52       |
| 07                     | Robert Acquafresca  | 2007–2009 | 10   | 16     | 0,63       |
| 07                     | Cristiano Lucarelli | 1996–1997 | 10   | 10     | 1,00       |
| 07                     | Christian Vieri     | 1992–1996 | 10   | 19     | 0,53       |
| Stand: 2. Oktober 2024 |                     |           |      |        |            |